# Älvdalsbanan
Älvdalsbanan är en 38 km lång järnvägslinje som börjar i Mora och slutar i Märbäck i Älvdalens kommun. Den anlades ursprungligen som Mora-Älvdalens järnväg och öppnades för trafik år 1900, men företaget gick i konkurs redan 1906, och banan köptes av Falun–Rättvik–Mora Järnväg, FRMJ.
Den del av Dalabanan som går mellan Mora station och Morastrand är egentligen en del av Älvdalsbanan och den södergående delen av Inlandsbanan som delar sträcka till Morastrand. Elektrifieringen upphör strax väster om Morastrand varefter en växel skiljer Inlandsbanan och Älvdalsbanan åt.

## Trafik
Persontrafiken på banan är sedan länge nedlagd med undantag för Vasaloppstågen som kör fram till startplatsen för Kortvasan och Tjejvasan i Oxberg. Flis och timmer dominerar dagens godstransporter. Främst är det sträckan upp till Blyberg som trafikeras. Banan är idag klassad som S-bana.

## Brobyte i Oxberg
Under 2016 besiktigades den kombinerade väg- och järnvägsbron över Österdalälven i Oxberg och stora skador upptäcktes som tvingade banan att stänga. Stängningen var ett stort hot mot den omfattande godstrafiken till Blyberg, och därför monterades en så kallad ”beredskapsbro” som en tillfällig lösning. Beredskapsbron togs i drift i juni 2017. Två nya broar med separat väg- och järnvägstrafik planeras nu istället för den kombinerade bron.

## Historik
Banan byggdes som Mora-Elfdalens Jernväg (MEJ) och slutade i Älvdalen. Planerna var att bygga ut den till Elverum i Norge, vilket inte skedde. Efter att ha tillhört flera olika privata bolag förstatligades den 1948.
Det sista persontåget gick 1961. Banan rustades upp 1982, men godstrafiken från Blyberg till Älvdalen upphörde 1988. Slutsträckan Märbäck-Älvdalen (3 km) revs under 1995.  Det gamla stationshuset i Älvdalen är sedan dess turistbyrå.
Sträckan Blyberg-Märbäck trafikeras inte, men Älvdalens kommun och Försvarsmakten är intresserade av att rusta upp den med tanke på industrin i Märbäck och transporter till Älvdalens skjutfält. De boende i Gåsvarv vill riva upp spåret och göra en gång- och cykelbana för att slippa använda riksväg 70.